# Chiesa di Santa Maria della Verità (Napoli)
La chiesa di Santa Maria della Verità, detta anche chiesa di Sant'Agostino degli Scalzi, è un luogo di culto di interesse storico ed artistico di Napoli. Sorge nel rione Materdei, nella parte ricadente nel quartiere Stella. L'ingresso è da vico lungo Sant'Agostino degli Scalzi.

## Storia

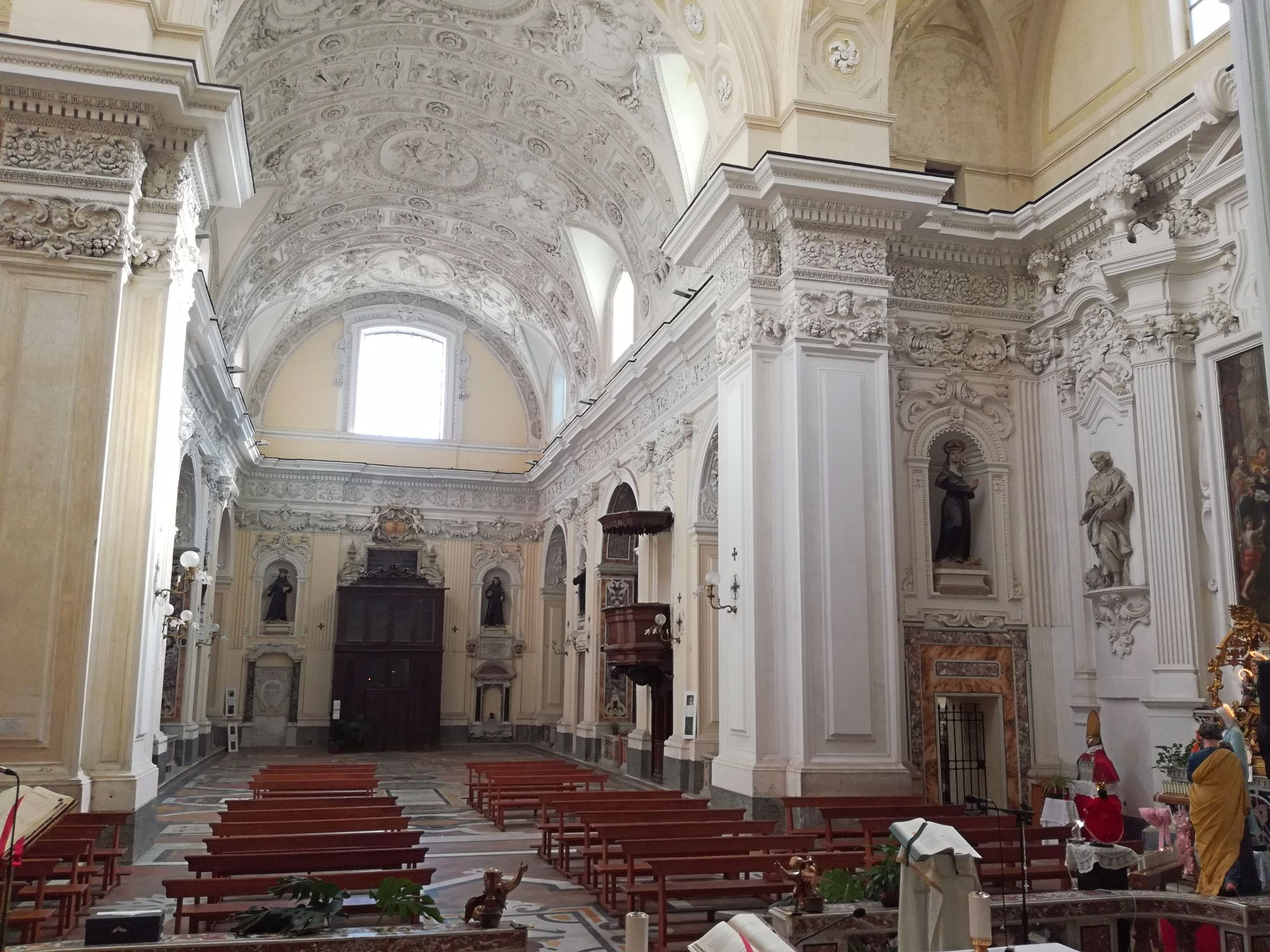
L'interno, con le decorazioni a stucco che ricoprono tutte le strutture portanti

A partire da Carlo Celano si è ritenuta (erroneamente) la sua origine legata ad una piccola edicola, detta di Santa Maria dell'Oliva per via della presenza di oliveti in zona, la quale fu sostituita dalla nuova chiesa. Tuttavia testimonianze storiche c'indicano che i due edifici sacri erano posti in due luoghi diversi: Cesare d'Engenio Caracciolo riporta che questa edicola sorgeva dove oggi si erge la chiesa di San Potito.
La storia di Santa Maria della Verità comincia quando il consigliere Scipione De Curtis, accusato di gravi reati contro il Re di Spagna, si recò a pregare presso l'edicola di Santa Maria dell'Oliva affinché fosse scagionato dalle accuse promettendo in caso di grazia che avrebbe fatto erigere un edificio sacro.
Una volta ottenuta la grazia, si adoperò affinché fosse costruito un monastero, il cui luogo fu scelto di fronte al palazzo di Carlo Carafa, duca di Nocera, dove sarà ospitato il convento dei Carmelitani Scalzi. De Curtis però volle che la sacra effigie della Madonna dell'Oliva fosse collocata nel nuovo tempio, da dedicare alla Madonna della Verità in onore della verità affermatasi nella questione giudiziaria.
La chiesa fu eretta da Giovan Giacomo di Conforto (già operativo nella vicina chiesa di Santa Teresa) a partire dal 1603 e consacrata nel 1653 dall'arcivescovo di Sorrento Antonio Del Pezzo. Fu restaurata dopo i terremoti del 1688 e del 1694 da Arcangelo Guglielmelli, nella seconda metà del Settecento da Giuseppe Astarita (che nel 1751 disegnò il pavimento) e nel 1850 da Costantino Pimpinelli (autore dei fregi neoclassici dei pennacchi della cupola e delle decorazioni delle volte dei transetti).
Durante il decennio francese, per costruire il nuovo corso Napoleone che avrebbe direttamente collegato il Museo Nazionale e la reggia di Capodimonte, la chiesa si trovò ad una quota superiore rispetto alla nuova strada a causa degli enormi lavori di sbancamento della ripida collina dove il monastero sorgeva. In seguito saranno costruiti anche degli edifici che nasconderanno la chiesa alla nuova strada.

La storia della chiesa si lega a quella di Giacomo Leopardi nel giorno della sua morte, il 14 giugno 1837: è in questo monastero che Antonio Ranieri - a suo dire - cercò un religioso che portasse al moribondo Leopardi i conforti sacramentali. 

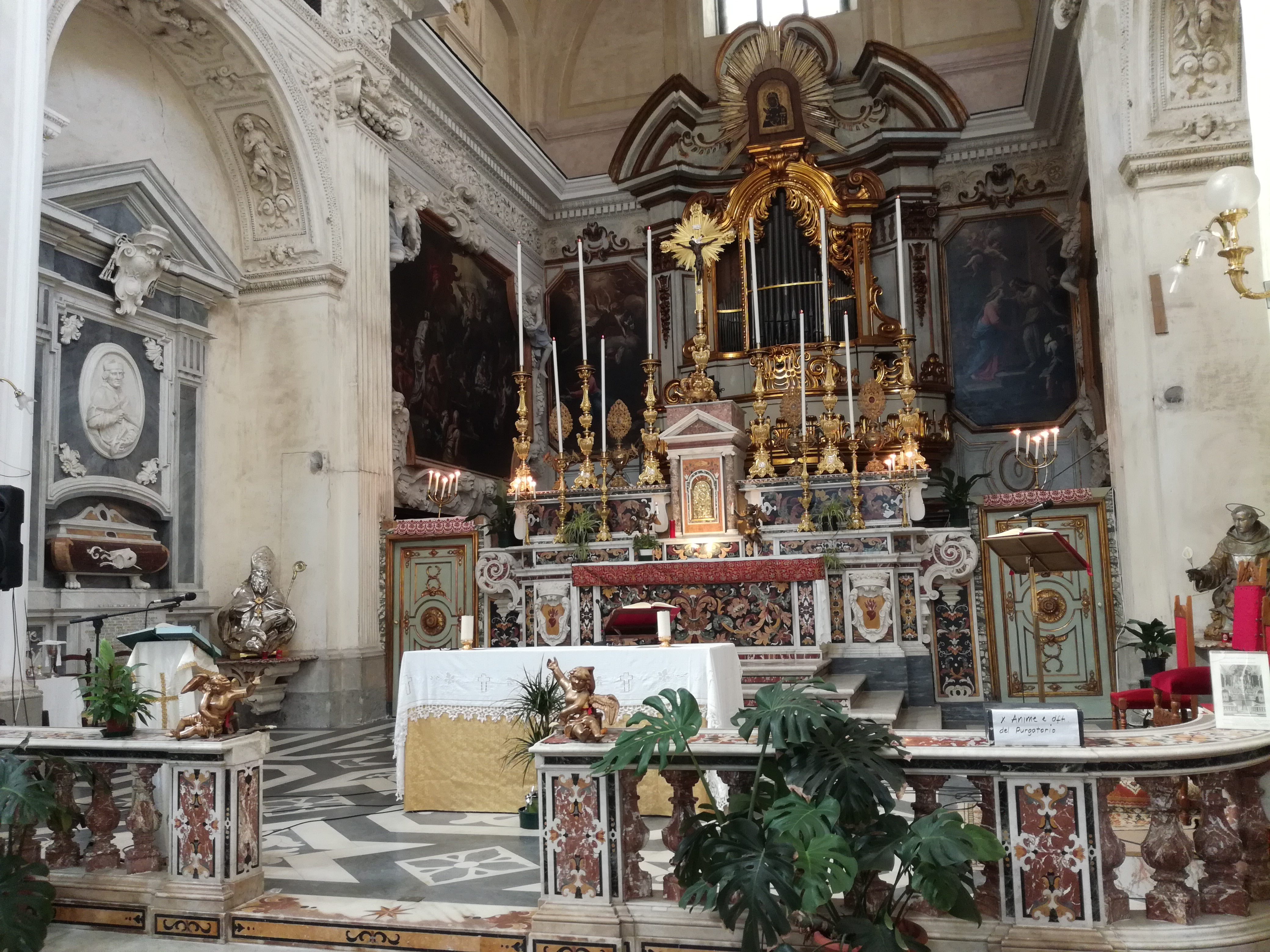
L'altare maggiore, con le riproduzioni del paliotto e di altri marmi rubati

 Giunse presso il suo capezzale frate Felice da Cerignola, ma arrivò nel momento in cui il poeta spirò. Tuttavia le vicende attorno alla morte di Leopardi sono avvolte nel mistero, a partire dalle notorie contraddizioni di Ranieri nel suo racconto.
Pochi anni dopo l'Unità d'Italia l'intero complesso venne sottratto all'Ordine degli Agostiniani Scalzi e incamerato nei beni dello Stato. Il convento fu destinato a scopi civili e solo in seguito una parte verrà loro data in uso.
Gli interni della chiesa vennero immortalati durante le riprese del film L'oro di Napoli, di Vittorio De Sica del 1954 e di un altro film-culto: Le mani sulla città di Francesco Rosi del 1963. Tali immagini sono testimonianza dello splendore della chiesa prima che, come per molte altre chiese di Napoli, anche questa pagasse il caro prezzo del terremoto dell'Irpinia del 1980 che sconvolse l'intera regione: la struttura fu gravemente danneggiata. È stata abbandonata per diversi anni, durante i quali è stata depredata di marmi, paliotti, arredi sacri. Il più efferato di questi furti avvenne nel 1985, quando fu rubato il paliotto dell'altare del transetto destro. La chiesa fu puntellata di tubi Innocenti e così fu immortalata nel documentario Vietato!, trasmesso nel 1994 su Rai Uno.
Tuttavia per sopperire alla chiusura della chiesa le celebrazioni liturgiche continuarono ad essere officiate nella sacrestia, un tempo adorna di possenti armadi in noce (oggi esposti nella certosa di San Martino), dove fu allestita una chiesa temporanea, smantellata con la riapertura dell'edificio.
Intorno al 2000 sono iniziati i lavori di restauro architettonico della struttura e di recupero artistico delle opere in deposito. Sebbene ci siano ancora parti dell'edificio da restaurare, la chiesa dal 2008 è aperta al culto e visitabile. Già nel 2002, in occasione del maggio dei Monumenti, fu aperta in via eccezionale.

## Descrizione

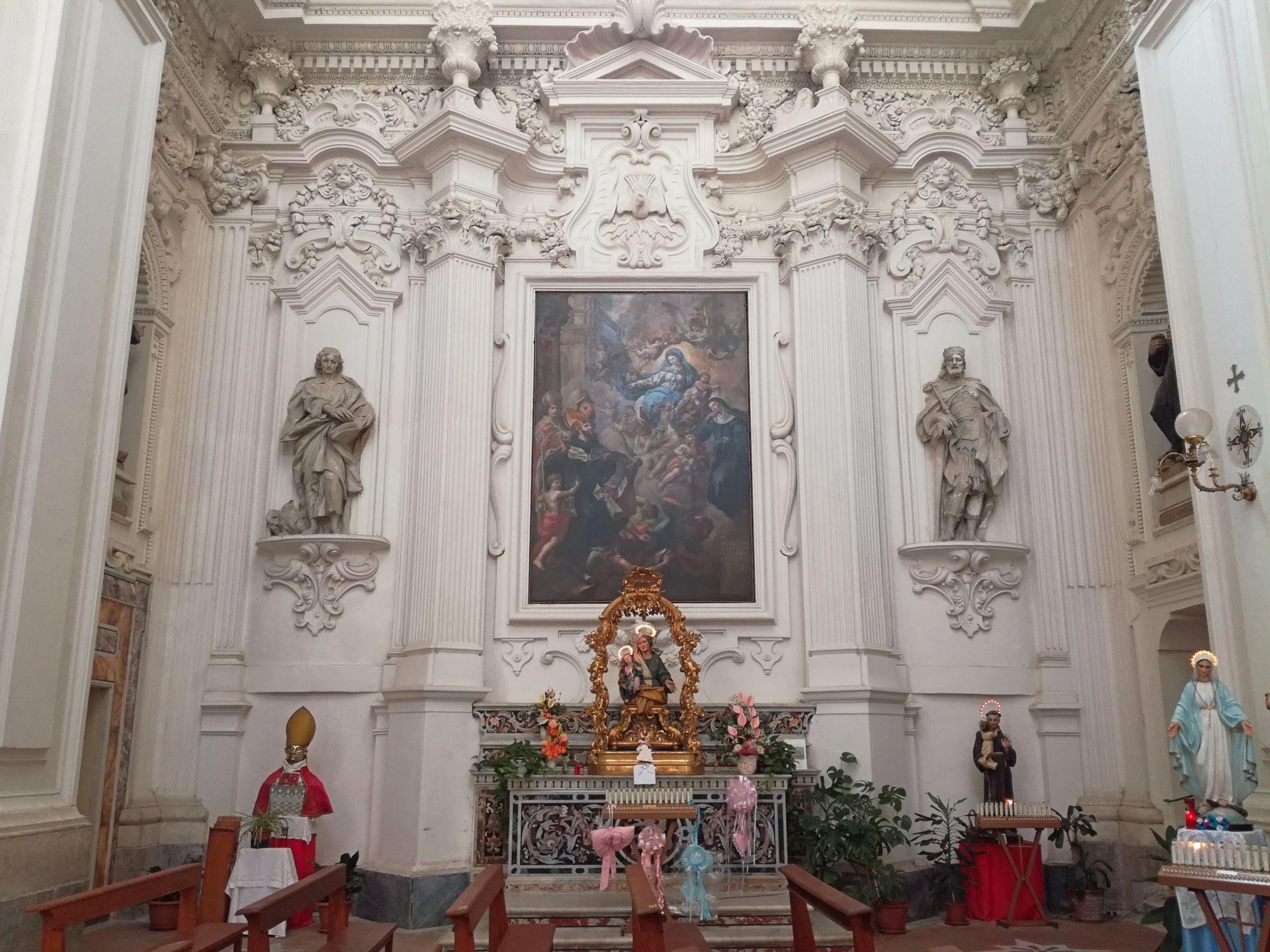
Transetto sinistro

La navata unica è ricoperta di magnifici stucchi del tardo XVII secolo, opera di Lorenzo Vaccaro il cui intervento è accertato a partire dal 1684, copre tutte le strutture portanti dell'edificio; la cupola è anch'essa opera del Vaccaro, realizzata insieme ai suoi allievi Bartolomeo Granucci e Nicola Mazzone. Sempre del Vaccaro sono le quattro statue in stucco che in coppia sono poste a fianco degli altari del transetto e che per stile sono simili alle statue da lui realizzate nello stesso periodo per il cappellone del Crocifisso nella basilica di San Giovanni Maggiore.
Bartolomeo Ghetti ha realizzato la balaustra e l'altare maggiore su disegno di Arcangelo Guglielmelli. Nella zona absidale, ridecorata sempre sui disegni del Guglielmelli, sono collocate sul fronte la Natività e l'Adorazione dei Magi di Andrea d'Aste, databili 1710, mentre ai lati sono collocate la Visitazione e l'Annunciazione di Giacomo del Pò. Tra le due tele del d'Aste si nota il possente organo con sulla sommità l'icona di Santa Maria dell'Oliva.

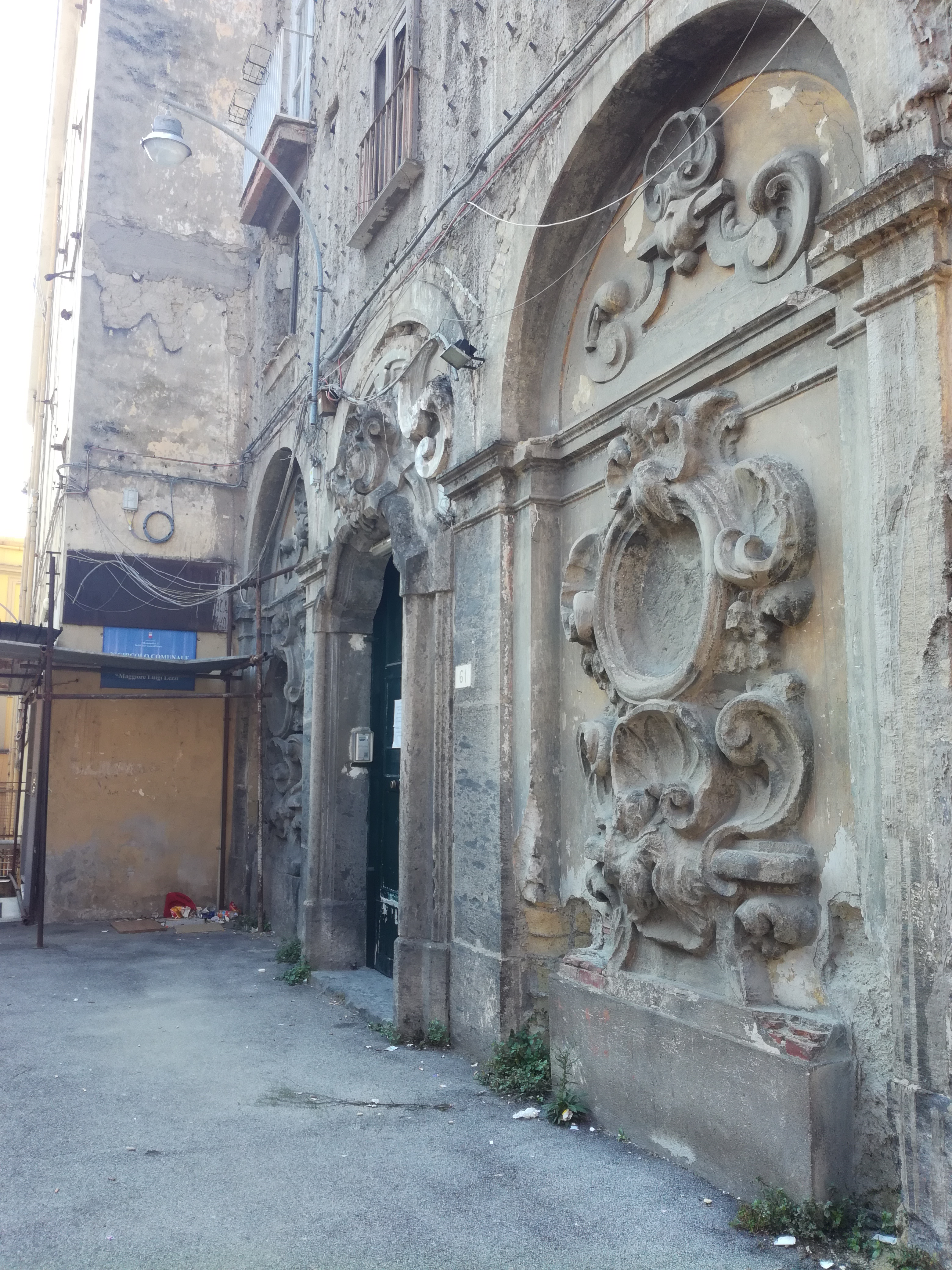
Particolare dell'ex convento

Nelle cappelle (tre per lato) ci sono tele di Massimo Stanzione che la tradizione vuole che sia stato sepolto qui, Domenico Antonio Vaccaro, Francesco Di Maria, Agostino Beltrano, Giuseppe Marullo, Giacinto Diano ma alcune opere sono state trasferite al Museo di Capodimonte, come due tele ciascuno di Luca Giordano e Mattia Preti. Nella cappella Schipani (la prima a destra) sono presenti anche opere scultoree in marmo raffiguranti tre importanti esponenti della famiglia, opera di Giulio Mencaglia, mentre i marmi nonché l'altare sono di Bernardino Landini.
Di notevole interesse è il pulpito in noce che mostra alla sua base una possente aquila intagliata da Giovanni Conte, detto Il Nano.

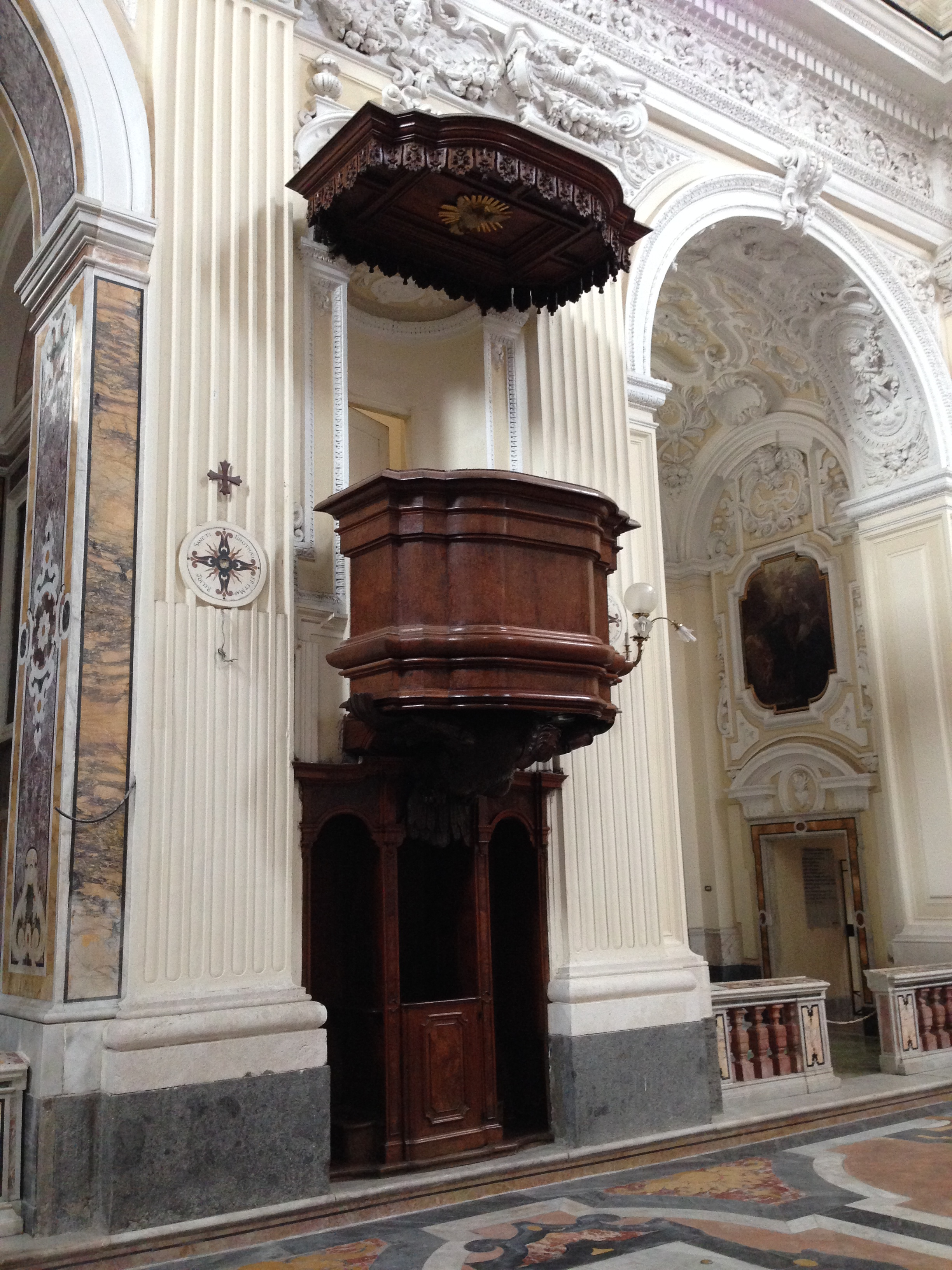
Pulpito in noce

Nella sacrestia, oggi adoperata come salone (le sue funzioni sono state trasferite nell'antisacrestia), sono presenti nelle lunette affreschi dei primi del XVII secolo rappresentanti Storie dell'Ordine Agostiniano. Nel piccolo cortile rettangolare, accessibile dall'antisacrestia, è presente un pozzale lavorato in piperno.
Nell'ipogeo sottostante la chiesa venivano sepolti i corpi dei religiosi.
Oggi solo una piccola parte del vasto convento (di proprietà del Fondo Edifici di Culto) è in uso ai Padri Agostiniani Scalzi, infatti in esso sono ospitati uffici comunali e due scuole (che hanno anche in gestione il chiostro adibito a cortile sportivo). È presente un campanile, anch'esso non più usufruibile dal convento. In una stanza al di sotto di esso visse la sua fanciullezza Giuseppe Marotta.